# 金采原
金 采原（キム・チェウォン、김채원、1946年 - ）は韓国の小説家である。楊州郡瓦阜（現在の南楊州市）出身。

## 略歴
1946年、京畿道楊州郡瓦阜（現在の南楊州市）で生まれる。梨花女子大学の絵画科を卒業した。1975年、『現代文学』に｢夜の挨拶｣が推薦されて登壇した。
｢月の手｣(1977)、｢氷の家｣(1977)などを発表しながら旺盛な創作活動をしている。初期の作品は、異国的で叙情的な雰囲気の小説が主となっている。
1984年、繊細な文体で人間関係の微妙な有様を描いた創作集『緑色の帽子』を出版した。1989年には、｢冬の幻｣(1989)で李箱文学賞を受賞した。｢冬の幻｣は、告白する形式の小説として、中年女性の内面心理を鋭く描いた作品である。

## 受賞歴
- 1989年、李箱文学賞

## 主な作品
- 1984年、『초록빛 모자』(緑色の帽子)[2]
- 1992年、『장미빛 인생』(バラ色の人生)
- 1997年、『달의 강』(月の江)
- 1998年、『미친 사랑의 노래』(激しい愛の唄)
- 2003年、『가을의 환』(秋の幻)
- 2004年、『지붕　밑의 바이올린』(屋根の下のバイオリン)
- 1977年、作家金知原との姉妹小説集『먼 집 먼 바다』(遠き家、遠い海)